# 43 Armia Rakietowa
43 Armia Rakietowa odznaczona Orderem Czerwonego Sztandaru – związek operacyjny Wojsk Rakietowych Przeznaczenia Strategicznego Związku Radzieckiego, następnie – Ukrainy. Sztab Armii stacjonował w mieście Winnica na Ukrainie, JW 35564.
Dowództwo armii zostało sformowane 20 sierpnia 1960 na bazie 43 Armii Lotnictwa Dalekiego Zasięgu na podstawie dyrektywy Sztabu Głównego Wojsk Rakietowych Przeznaczenia Strategicznego ZSRR nr 866397 z 4 czerwca 1960. Początkowo w składzie armii znalazły się trzy dywizje oraz dwie brygady rakiet średniego zasięgu R-12 (kod NATO: SS-4 „Sandal”).
Armia dysponowała 176 międzykontynentalnymi rakietami balistycznymi umieszczonymi w silosach UR-100 (90 wyrzutni) i R-36 (40 wyrzutni) oraz na wyrzutniach kolejowych RT-23 (46 wyrzutni).
W 1992 roku dowództwo 43 Armii Rakietowej w Winnicy przekazano Ukrainie. Do 1995 wycofano z uzbrojenia armii trzy typy międzykontynentalnych rakiet balistycznych: UR-100 8K84 (kod NATO: SS-11 „Sego”), RT-2P „Mołodiec” (kod NATO: SS-24 „Scalpel”) oraz MR-UR-100 (kod NATO: SS -17 Mod.1, „Spanker”).
W 1998 roku 43 Armia Rakietowa została rozformowana.

## Skład
Od 1970 roku w skład 43 Armii Rakietowej wchodziły:
- 19 Zaporoska Dywizja Rakietowa. Sztab dywizji stacjonował w miejscowości Rakowo w obwodzie Chmielnickim – JW 33874. Sformowana w 1960 roku na bazie 7 Dywizji Artylerii Przełamania. Do 1964 roku stacjonowała w m. Gajsin w obwodzie winnickim. Na wyposażeniu dywizji były kompleksy rakietowe: 8К63, 8К65, 8К84, 15А20, 15А30, 15А35. W latach 90. dywizja została rozformowana.
- 31 Dywizja Rakietowa. Sztab dywizji stacjonował w miejscowości Prużany w obwodzie brzeskim na Białorusi – JW 18288. Sformowana 1 lipca 1960 na bazie 83 Dywizji Lotniczej w Pińsku. 31 grudnia 1990 roku dywizja została rozformowana.
- 32 Chersońska Dywizja Rakietowa im. Dmitrija Ustinowa. Sztab dywizji stacjonował w m. Postawy-2 w obwodzie witebskim na Białorusi – JW 14153. Sformowana 1 lipca 1960 na bazie dowództw: 45 gwardyjskiej Dywizji Pancernej oraz 33 gwardyjskiej Dywizji Zmotoryzowanej. 32 Dywizja Rakietowa była drugą w kolejności dywizją w składzie Strategicznych Wojsk Rakietowych, która otrzymała na wyposażenie mobilny kompleks rakiet średniego zasięgu „Pionier” (kod NATO: SS-20 mod.1 „Saber”). Z dniem 1 grudnia 1993 dywizja została rozformowana.
- 35 Dywizja Rakietowa. Sformowana w 1960 w Ordżonikidze – JW 52929. W końcu lat 60. przedyslokowana do m. Barnauł w obwodzie Ałtajskim i weszła w skład 33 Armii Rakietowej.
- 43 Gwardyjska Smoleńska Dywizja Rakietowa. Sztab dywizji stacjonował w m. Romny w obwodzie sumskim na Ukrainie – JW 54196. Sformowana w 1961 roku na bazie 200 Brygady Rakietowej. Na wyposażeniu dywizji znajdowały się rakiety R-12, R-14U oraz „Pionier” UTTCh. Dywizja została rozformowana w 1992 roku.
- 44 Dywizja Rakietowa. Sztab dywizji stacjonował w Kołomyi w obwodzie iwano-frankiwskim na Ukrainie – JW 24621. Sformowana w 1960 roku na bazie 73 Brygady Inżynieryjnej. Rozformowana w 1989 roku.
- 46 Dywizja Rakietowa. Sztab dywizji stacjonował w m. Pierwomajsk nad Bugiem w obwodzie nikołajewskim na Ukrainie – JW 33883. Sformowana w 1961 roku na bazie 29 Brygady Rakietowej. Rozformowana w 1992 roku.
- 50 Dywizja Rakietowa. Sztab dywizji stacjonował w m. Biełokorowiczi w obwodzie żytomierskim na Ukrainie – JW 32192. Sformowana w 1961 roku na bazie 80 Brygady Rakietowej. Na wyposażeniu dywizji były rakiety R-12 oraz „Pionier”. Dywizja została rozformowana w 1991 roku.

## Dowódcy 43 Armii Rakietowej
- 1960-1968 – gen. płk Michaił Grigoriew
- 1968–1974 – gen. płk Aleksiej Mieljochin
- 1974-1975 – gen. por. Jurij Zabiegajłow
- 1975-1982 – gen. płk Wadim Niedielin
- 1982-1987 – gen. por. Aleksandr Wołkow
- 1987-1991 – gen. por. Walerij Kirilin
- 1991–1993 - gen. por. Władimir Michtiuk